# NOW HITS STREET
NOW HITS STREET（ナウ ヒッツ ストリート）は、bayfmで放送されていたラジオ番組である。

## 番組概要
「ヘヴィー・ローテーション」の一種であるが、「Power Play」および「BRAND NEW HOT LINE」が1曲の演奏時間を2分とするのに対し、本番組では3週間の間1つのアーティストに絞り、そのアーティストの新譜を1回の放送に1曲だけ演奏する形を取る。

## 各曜日のDJ

### 現在のDJ
- 大原さやか（1999年4月 - 終了）

### 過去のDJ
- 南夏々子（1996年12月 - 1999年3月）